# Forças pela Liberdade e Mudança
As Forças da Liberdade e Mudança (FFC,  também Aliança pela Liberdade e Mudança,  e Declaração de Liberdade e Mudança; em árabe: قوى إعلان الحرية والتغيير) é uma ampla coalizão política de coalizões civis e rebeldes de grupos sudaneses, incluindo a Associação de Profissionais Sudaneses, Iniciativa Não à Opressão contra as Mulheres, MANSAM, Frente Revolucionária do Sudão, Forças de Consenso Nacional, Chamada do Sudão, Associação Sindicalista, e os comitês de resistência sudaneses, criados em janeiro de 2019 durante os protestos sudaneses de 2018–19. O FFC elaborou uma "Declaração de Liberdade e Mudança" e uma "Carta de Liberdade e Mudança" que pedia a remoção do presidente Omar al-Bashir do poder, o que ocorreu após vários meses de protestos, com golpe sudanês de abril de 2019.  O FFC continuou coordenando as ações de protesto e, em julho de 2019, negociou um plano de compartilhamento de poder com o Conselho Militar de Transição (CTM) para uma transição à democracia. O acordo foi assinado em 17 de julho de 2019.

## Criação e composição
Os protestos sudaneses de 2018-19 já duravam várias semanas, quando uma ampla gama de coalizões civis e rebeldes de grupos sudaneses, incluindo a Associação de Profissionais Sudaneses, Iniciativa Não à Opressão contra as Mulheres, MANSAM, Frente Revolucionária do Sudão, Forças Nacionais de Consenso, Sudão Call, a Associação Sindicalista, e os comitês de resistência sudaneses, redigiram e assinaram uma "Declaração de Liberdade e Mudança" e uma "Carta de Liberdade e Mudança" na qual pediram ao presidente Omar al -Bashir a ser removido do poder. A aliança de grupos que apoiam a carta passou a ser conhecida por vários nomes semelhantes, incluindo a aliança "Forças pela Liberdade e Mudança". A declaração de 1 de janeiro de 2019 foi assinada por 22 organizações no total.
Em agosto de 2019, Rosalind Marsden afirmou que, embora as mulheres e os jovens sudaneses tenham desempenhado um papel importante na Revolução Sudanesa, elas foram "em grande parte excluídos dos órgãos de tomada de decisão do FFC".

### Formalização em novembro de 2019
Em 4 de novembro de 2019, a organização anunciou uma nova estrutura formal de cúpula, composta por um Conselho Central, um Conselho de Coordenação e um Conselho Consultivo. O Conselho Central é o órgão "político supremo"; o Conselho de Coordenação tem poderes executivos; e o Conselho Consultivo "controlará e aconselhará" o Conselho Central. O Conselho Central e o Conselho Consultivo incluem representantes dos maiores signatários da Carta da Declaração de Liberdade e Mudança, enquanto o Conselho Consultivo inclui representantes de todos os signatários.
Conselho Central
| Grupo                                       | Nomes | Desde a               | Referência |
| ------------------------------------------- | --- | --------------------- | ---------- |
| Associação de Profissionais Sudaneses (SPA) | - Ahmed Rabie - Haifa Faroug - Husam al-Amin - Ammar Yousif - Faisal Basher                                  | 4 de novembro de 2019 | [ 12 ]     |
| Forças Nacionais de Consenso (NCF)          | - Ali al-Raieh Sinhurri - Abdul Rahim Abdalla - Siddig Yousif - Jamal Idriss - Kamal Bolad                   | 4 de novembro de 2019 | [ 12 ]     |
| Chamada do Sudão                            | - Salah Maná - Mariam al-Sadig - Ibrahim al-Sheikh - Ahmed Shaker - Yousif Mohammad Zain - al-Sadig al-Zaeim | 4 de novembro de 2019 | [ 12 ]     |
| Associação Unionista                        | (3 pessoas)                                                                                                  |                       | [ 11 ]     |
| Aliança das Forças Civis                    | (3 pessoas)                                                                                                  |                       | [ 11 ]     |
| Fluxo central para mudança                  | (1 pessoa)                                                                                                   |                       | [ 11 ]     |
| Partido Republicano (Sudão)                 | (1 pessoa)                                                                                                   |                       | [ 11 ]     |
| Frente Revolucionária Sudanesa (SRF)        | (indeciso Desde 4 de novembro de 2019 )                                                                      |                       | [ 11 ]     |

Conselho de Coordenação
| Grupo                       | Nomes                                   | Desde a | Referência |
| --------------------------- | --------------------------------------- | ------- | ---------- |
| SPA                         | (3 pessoas)                             |         | [ 11 ]     |
| NCF                         | (3 pessoas)                             |         | [ 11 ]     |
| Chamada do Sudão            | (3 pessoas)                             |         | [ 11 ]     |
| Associação Unionista        | (2 pessoas)                             |         | [ 11 ]     |
| Aliança das Forças Civis    | (2 pessoas)                             |         | [ 11 ]     |
| Fluxo central para mudança  | (1 pessoa)                              |         | [ 11 ]     |
| Partido Republicano (Sudão) | (1 pessoa)                              |         | [ 11 ]     |
| SRF                         | (indeciso Desde 4 de novembro de 2019 ) |         | [ 11 ]     |

## Papel nas mudanças políticas de 2019
Ao longo do primeiro semestre de 2019, a articulaço apoiou ações contínuas de desobediência civil pacífica em massa, especialmente protestos de rua de massas por vários meses. Em abril de 2019, forças militares se rebelaram contra al-Bashir e o prenderam no golpe de estado sudanês de 2019.

As Forças pela Liberdade e Mudança continuaram coordenando as ações de protesto, antes do massacre de Cartum em 3 de junho pelas Forças de Apoio Rápido e após o massacre. Em julho e agosto de 2019, negociou um plano detalhado de compartilhamento de poder com o Conselho Militar de Transição (CMT) para uma transição sudanesa para a democracia. Em 20 de agosto de 2019, o CMT transferiu o poder para o Conselho de Soberania formado por cinco civis nomeados pelo FFC, cinco militares escolhidos pelo CMT e um civil, Raja Nicola, escolhido de comum acordo entre o FFC e o TMC.